# Liu Tao
Liu Tao (chiń. 刘涛; ur. 12 lipca 1978, Nanchang) – chińska aktorka filmowa i telewizyjna, najbardziej znana z ról w serialach telewizyjnych.